# Technológiai és Ipari Minisztérium
A Technológiai és Ipari Minisztérium (röviden TIM) Magyarországon az ötödik Orbán-kormány egyik minisztériuma volt. Élén a technológiai és ipari miniszter állt.

## Története
A negyedik Orbán-kormány alatt létrehozott Innovációs és Technológiai Minisztérium, amelynek minisztere Palkovics László volt, 2022. május 23-mal megszűnt. Utódja az ötödik Orbán-kormány alatt a Technológiai és Ipari Minisztérium lett. Az új minisztérium minisztere továbbra is Palkovics László.
2022. november 9-én lemondott Palkovics László a minisztérium vezetéséről. A lemondást követően, 14-én Gulyás Gergely Miniszterelnökséget vezető miniszter rendkívüli tájékoztatóban számolt be a minisztérium átalakításáról, a technológiai és ipari miniszteri feladatokat pedig átmenetileg Rogán Antalnak, a Miniszterelnöki Kabinetirodát vezető miniszternek adták át. A minisztérium korábbi feladatai közül 2022. november 22-i hatállyal a közlekedést az Építési és Beruházási Minisztériumhoz, a belgazdaságot, foglalkoztatáspolitikát, iparügyeket, társadalmi párbeszédet és vállalkozásfejlesztést a gazdaságfejlesztési miniszterhez – a különálló Gazdaságfejlesztési Minisztérium csak 2023. január 1-jén jött létre – helyezték át. Továbbá 2022. december 1-jei hatállyal a Technológiai és Ipari Minisztérium átnevezésével létrehozták az Energiaügyi Minisztériumot. Az átszervezett minisztérium minisztere Lantos Csaba lett.

## Államtitkárok
- Koncz Zsófia parlamenti államtitkár, miniszterhelyettes[8]
- Gazsó Balázs közigazgatási államtitkár[8]
- Kutnyánszky Zsolt iparért és munkaerőpiacért felelős államtitkár[8]
- Raisz Anikó környezetügyért és körforgásos gazdaságért felelős államtitkár[8]
- Steiner Attila energetikáért felelős államtitkár[8]
- Vitézy Dávid közlekedésért felelős államtitkár[8]

## Feladat- és hatásköre
A minisztérium az átszervezéséig az iparügyekért, bányászati ügyekért, belgazdaságért, energiapolitikáért, környezetvédelemért, körforgásos gazdaságért, hulladékgazdálkodásért, közlekedésért, víziközmű-szolgáltatásért, nemzeti közműszolgáltatásokért, foglalkoztatáspolitikáért, felnőttképzésért és társadalmi párbeszédért felelt.